# Bulcsú

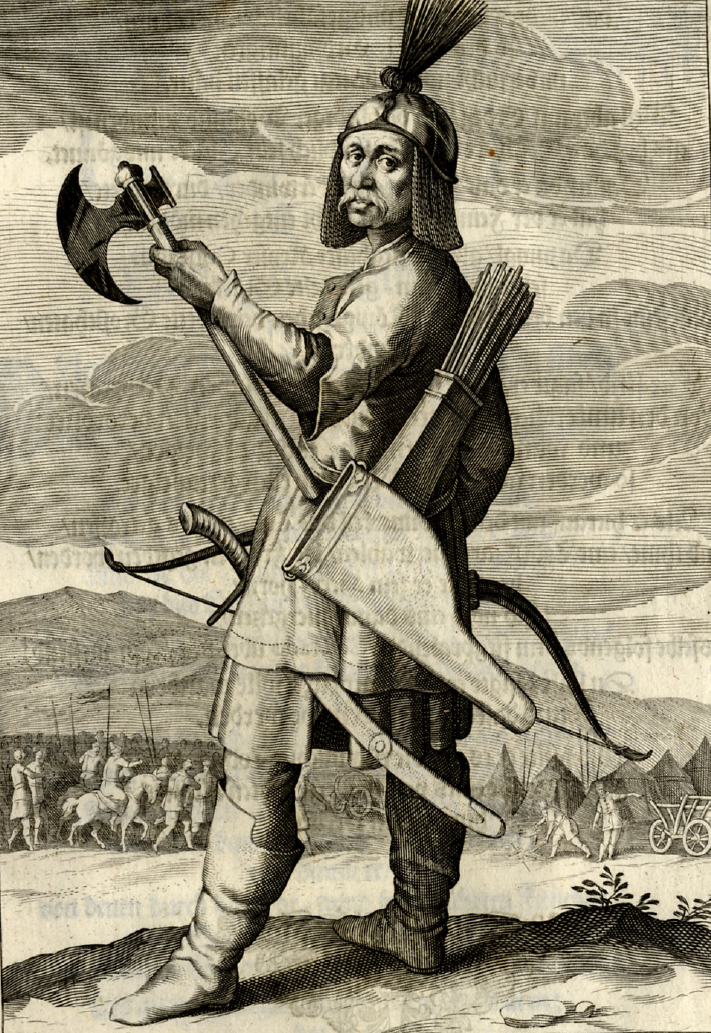

Bulcsú (pronunciado en español:Bulchu) (? - 955) fue un jefe tribal húngaro del siglo x que tenía el título de harka, es decir, era uno de los comandantes de más alto rango en el ejército del Principado de Hungría.

## Biografía
Bulcsú fue el comandante de tercer rango más alto en el ejército húngaro a mediados del Siglo X. Hijo del jefe húngaro Kál Bogát, cuya tribu se hallaba asentada al norte del lago Balaton. En Bulcsú estaban concentradas en su figura muchas tribus húngaras, y fue conocido por conducir muchas campañas por Europa después de la llegada de los húngaros en el 895 a la Cuenca de los Cárpatos.
El historiador árabe Ibn Hayyan nombra a un "Bulcudi" entre los jefes magiares que comandaron un ataque contra los condados catalanes y la Marca Superior del Califato de Córdoba en 942. También se sabe de la existencia de Bulcsú por su estrecha relación con el Imperio Bizantino, regiones que visitaron en muchas ocasiones en representación de los húngaros. En el 948, una embajada húngara conducida por Bulcsú y por el príncipe Tormás (bisnieto de Árpád) viajó a Constantinopla y se entrevistó con el emperador Constantino VII. Durante este evento se dejaron registrados los orígenes, distribuciones militares y tribales de los húngaros en la obra Administratio Imperio, elaborada con asistencia del propio Bulcsú. Igualmente, durante estas visitas, Bulcsú fue bautizado bajo la religión cristiana ortodoxa y posteriormente obtuvo el título de "amigo del emperador", lo cual lo situó en un lugar de gran prestigio ante los bizantinos.
En el año 955 se sucedió la batalla de Lechfeld, donde las fuerzas húngaras chocaron contra las germánicas. Los jefes Bulcsú, Lehel y Súr fueron los comandantes de esta batalla y lucharon intensamente, hasta que eventualmente fueron derrotados y murieron.